# فلزدارو

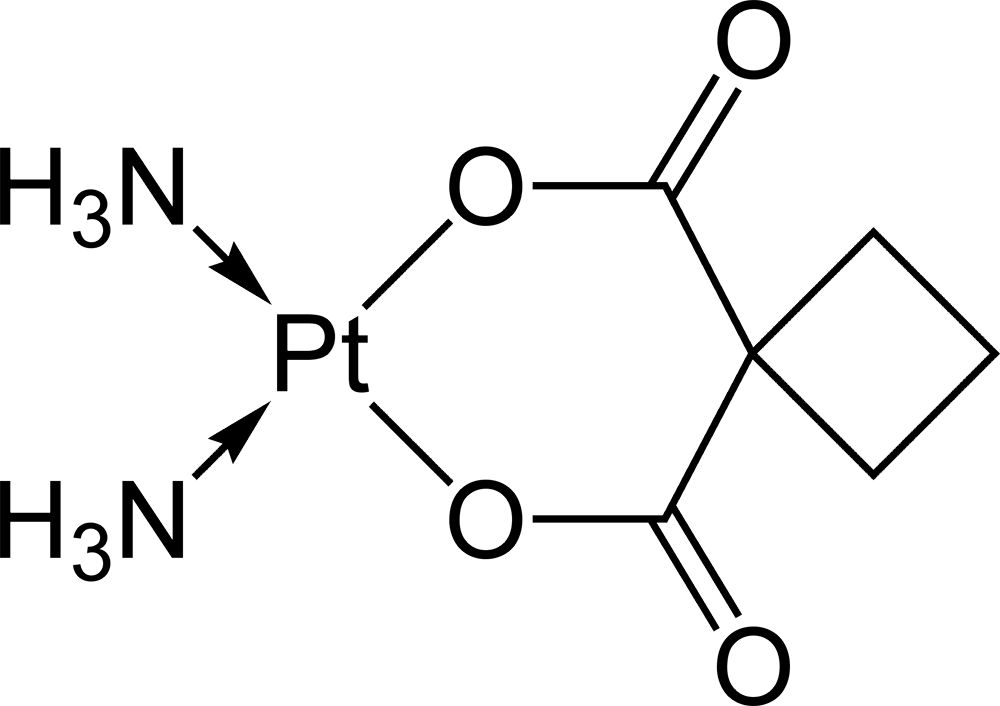
کربوپلاتین، نمونه ای از یک فلزدارو

فلزدارو (انگلیسی: Metallopharmaceutical) به داروهایی گفته می شود که در آن یک فلز به عنوان ماده موثره دارویی حضور دارد.عمده فلزدارو ها در شیمی‌درمانی و یا به عنوان داروهای ضد میکروبی کاربرد دارد.